# Pedicularis stewardii
Pedicularis stewardii är en snyltrotsväxtart som beskrevs av Hui Lin Li. Pedicularis stewardii ingår i släktet spiror, och familjen snyltrotsväxter. Inga underarter finns listade i Catalogue of Life.